# Internierungslager Caserne des Tourelles

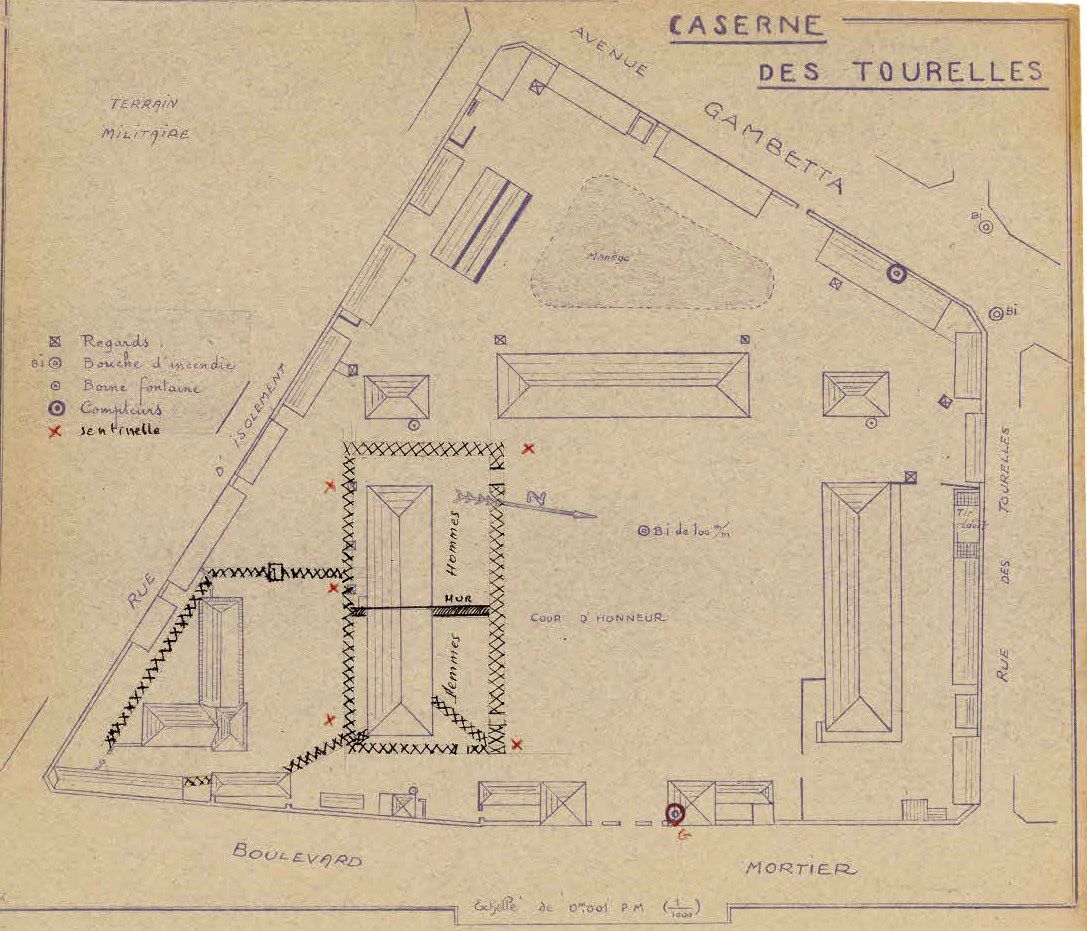
Lageplan des Internierungslager Caserne des Tourelles

Das Internierungslager Caserne des Tourelles war ein Ort in Paris, an dem zwischen Oktober 1940 und August 1944 Menschen aus unterschiedlichen politischen Gründen interniert wurden. Nach dem Ende des Zweiten Weltkriegs wurde die Tourelles-Kaserne an das Verteidigungsministerium zurückgegeben, das dort den französischen Auslandsgeheimdienst SDECE (Service de documentation extérieure et de contre-espionnage) ansiedelte, der 1982 in Direction générale de la Sécurité extérieure (DGSE) umbenannt wurde. Seit Ende der 1990er Jahre nutzt die DGSE auch die 1933 erbaute Mortier-Kaserne, die der Tourelles-Kaserne gegenüber liegt.

## Geschichte
Die 1881 eingeweihte Caserne des Tourelles, in der während der Dritten Republik ein Infanterieregiment der französischen Kolonialtruppen stationiert war, befindet sich am Boulevard Mortier im 20. Pariser Arrondissement. (Lage) Die ganze Bandbreite dessen, was sich dort zwischen 1940 und 1944 abspielte, verdeutlicht die Inschrift einer Gedenktafel an das ehemalige Internierungslager.

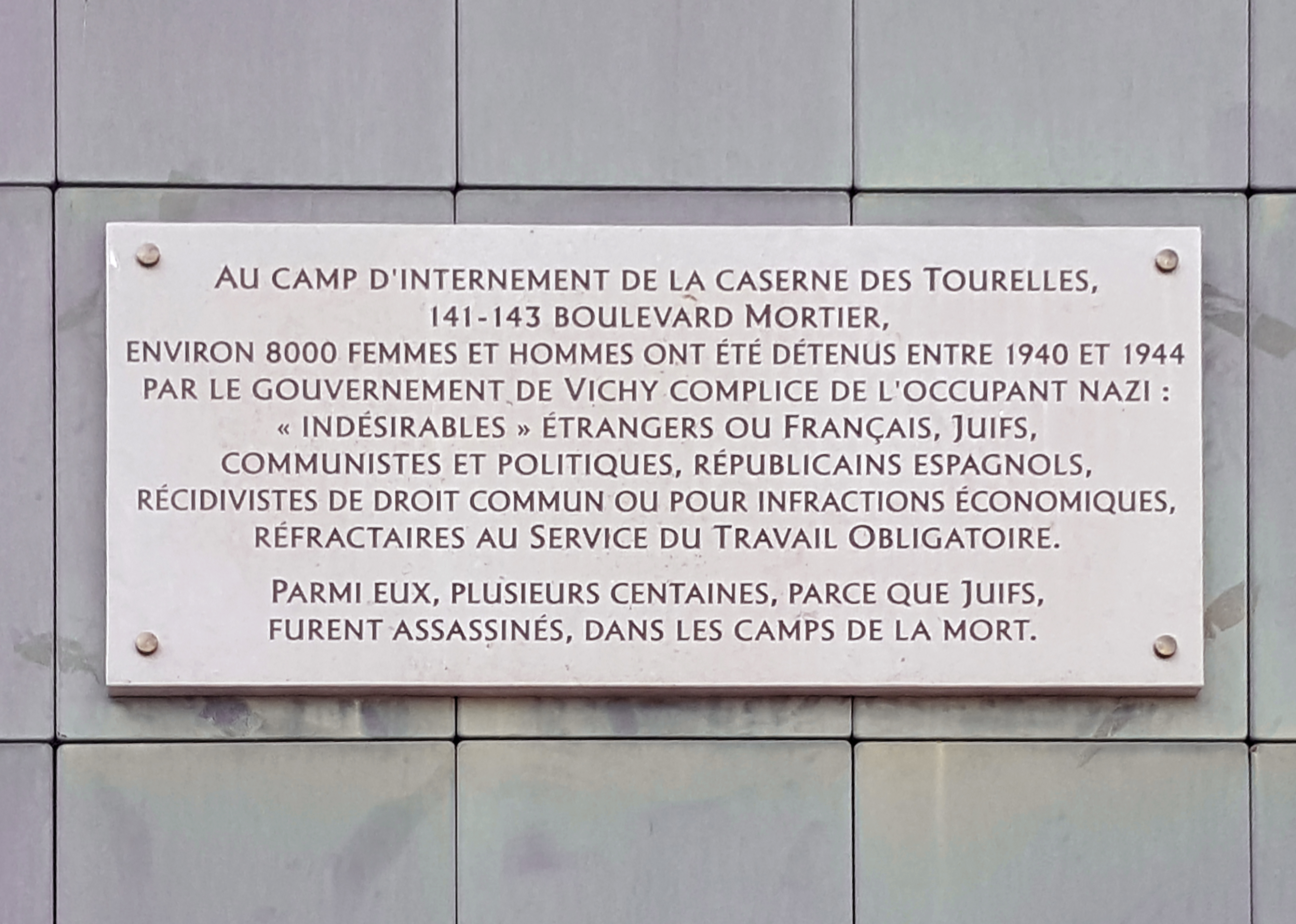
Gedenktafel an das Internierungslager Caserne des Tourelles am Gebäude des benachbarten Schwimmbads Georges Vallerey

Die Vorgeschichte des Internierungslagers beginnt mit dem Vormarsch der deutschen Wehrmacht im Westfeldzug. Menschen, die vor dieser Gefahr auf der Flucht waren, fanden im Mai/Juni 1940 Zuflucht in der Kaserne. Ab Juli 1940 kamen dann auch Ausländer hinzu, die sich normalerweise nicht im Département Seine aufhalten durften, dieses aber aufgrund der Umstände nicht verlassen konnten. Laut Musee Histoire Vivante wurden bis Juli 1941 etwa 1.500 Männer, Frauen und Kinder aus diesem Personenkreis hier untergebracht.
In den Quellen ist übereinstimmend davon die Rede, dass sich der Status der Kaserne am 28. Oktober 1940 grundlegend änderte und sie ab dem Zeitpunkt als Internierungslager fungierte. Laut dem Musee Histoire Vivante war es „das einzige, das während der gesamten Besatzungszeit in Paris eingerichtet wurde“ « Ce camp d’internement, le seul implanté dans Paris durant toute la période de l’Occupation. »
Für das Lager wurden von den drei Hauptgebäuden der Kaserne nur das westliche Zentralgebäude und das Südgebäude links vom Eingang genutzt. Das nördliche Gebäude rechts vom Eingang diente bis Ende 1941 als deutsches Arbeitsamt und wurde dann einem Dienst zugewiesen, der sich um französische Kriegsgefangene in Deutschland kümmerte. Bewacht wurde das Lager von der französischen Gendarmerie, und die ersten Internierten waren Männer, die zu unerwünschten Ausländern erklärt worden waren. Betroffen davon waren Flüchtlinge im Allgemeinen, auch Juden und Staatenlose. Sie galten als administrativ Internierte, das heißt als Internierte, die von der Polizei ohne Einschaltung eines Richters und ohne den Nachweis einer begangene Straftat in der Regel zeitlich unbegrenzt weggesperrt werden konnten.
Ab Anfang Juli 1941 wurden in der Kaserne auch Franzosen interniert. Im Zuge dessen wurde eine eigene Abteilung für Kommunisten eingerichtet. Julia Riegel erwähnt als weitere Gefangenengruppen Freunde und Komplizen von Widerstandskämpfern und eine beträchtliche Anzahl republikanischer Flüchtlinge aus dem Spanischen Bürgerkrieg.
Da im Sammellager Drancy bis zur Rafle du Vélodrome d’Hiver Mitte Juli 1942 nur Männern interniert wurden, entwickelte sich die Caserne des Tourelles ab September 1941 zu einem der Haupthaftorte jüdischer Frauen in Paris, darunter auch Frauen von Widerstandskämpfern. Ein Teil der Frauen wurde aus dem Gefängnis Petite Roquette in die Tourelles-Kaserne verlegt, wo sie ein etwas höheres Maß an Freiheit genossen, als an ihrem früheren Haftort. Gestützt auf die Erfahrungsberichte der ehemaligen Internierten Yvette Sémard und France Hamelin (von der auch Zeichnungen des Lageralltags überliefert sind), beschreibt Riegel Szenen des Lageralltags der Frauen.

“In Sémard’s memoir, she describes daily life at Tourelles in great detail. A vigorous black market flourished during religious services on Sundays. Prisoners kept themselves busy with exercise, organized courses and lectures, and knitted. Non-Jewish political prisoners formed a chorus and performed songs by the exiled German communist composer Hanns Eisler, along with other patriotic and revolutionary songs. Survivors of Tourelles also recall that the Spanish prisoners frequently sang together, and one of Hamelin’s drawings from Tourelles depicts a flamenco performance by Spanish prisoners in December For Jewish prisoners, life was far more perilous; Sémard recounts the brutality with which Jewish prisoners at Tourelles were rounded up and deported from the camp.”

„In ihren Memoiren beschreibt Sémard das tägliche Leben in Tourelles sehr detailliert. Während der sonntäglichen Gottesdienste blühte ein reger Schwarzmarkt. Die Häftlinge beschäftigten sich mit Sport, organisierten Kurse und Vorträge und strickten. Nichtjüdische politische Gefangene bildeten einen Chor und sangen Lieder des im Exil lebenden deutschen kommunistischen Komponisten Hanns Eisler sowie andere patriotische und revolutionäre Lieder. Überlebende von Tourelles erinnern sich auch daran, dass die spanischen Gefangenen häufig gemeinsam sangen, und eine von Hamelins Zeichnungen aus Tourelles zeigt eine Flamenco-Aufführung spanischer Gefangener im Dezember Für die jüdischen Gefangenen war das Leben weitaus gefährlicher; Sémard berichtet von der Brutalität, mit der die jüdischen Gefangenen in Tourelles zusammengetrieben und aus dem Lager deportiert wurden.“

Die weitere Geschichte des Internierungslagers ist aus den vorliegenden Quellen nicht eindeutig zu rekonstruieren. France Hamelins Erinnerungen nach leitete der SS-Hauptsturmführer Theodor Dannecker im Juni 1942 die ersten großen Deportationen von Juden aus der Tourelles-Kaserne. Auf der Webseite des Musee Histoire Vivante ist dann davon die Rede, dass am 13. August 1942 zwei Drittel der Internierten verlegt worden seien. Weshalb und wohin bleibt offen, aber es ist sehrt wahrscheinlich, dass diese Verlegungen eine Folge der bereits erwähnten Rafle du Vélodrome d’Hiver waren und in Deportationen mündeten. Das ergibt sich auch aus der von Patrick Modiano rekonstruierten Geschoichte der Dora Bruder, die am 19. Juni 1942 in die Tourelles-Kaserne eingeliefert worden war und von dort aus am 13. August 1942 in das Sammellager Drancy verlegt wurde.
Nachdem sich nach den Verlegungen vom 13. August 1942 die Zahl der Internierten auf ein Drittel reduziert hatte, wurde das Internierungslager nur noch in einem einzigen Gebäude, dem Südgebäude, fortgeführt. Ab Oktober 1942 wurde das Zentralgebäude zu einem Nebengebäude des Gefängnisses von Fresnes und später vom Gefängnis La Santé. Gestützt auf Berichte des Leiters der Caserne des Tourelles kann Rieger für die Zeit zwischen Juni 1942 und Mai 1944 einige statistische Daten vorlegen, die zugleich den Zynismus des Vichy-Regimes im Umgang mit den internierten Juden offenbaren.

“Under orders from the Ministries of State and Interior, the director of Tourelles prepared reports on the camp’s operations either every month or every two months. Such reports exist from at least as early as June 1942 through May 1944. The numbers of prisoners fluctuated widely, depending on the rates of deportations to and from the camp, and there was a significant amount of turnover: one report from September 30, 1943, gives the total population as 342, but by early May 1944, deportations to other camps had reduced that number to 245 (167 men and 78 women). Although some reports state that a proportionally large number of prisoners were “liberated” each month, closer examination reveals that Jewish prisoners transferred to German control made up the majority of this figure. For example, in June 1942, 86 prisoners were reported liberated; of those, 66 were Jewish women taken by the [German]. Some Jewish prisoners from Tourelles were sent to Auschwitz.”

„Die Zahl der Häftlinge schwankte stark, abhängig von der Zahl der Deportationen in das und aus dem Lager, und es gab eine beträchtliche Fluktuation: In einem Bericht vom 30. September 1943 wird die Gesamtzahl der Häftlinge mit 342 angegeben, aber Anfang Mai 1944 war diese Zahl durch Deportationen in andere Lager auf 245 gesunken (167 Männer und 78 Frauen). Obwohl in einigen Berichten angegeben wird, dass jeden Monat eine verhältnismäßig große Zahl von Häftlingen "befreit" wurde, zeigt sich bei genauerer Betrachtung, dass der Großteil dieser Zahl auf jüdische Häftlinge entfiel, die unter deutsche Kontrolle gebracht wurden. Im Juni 1942 wurden beispielsweise 86 Gefangene als befreit gemeldet; davon waren 66 jüdische Frauen, die von den [Deutschen] verschleppt wurden. Einige jüdische Gefangene aus Tourelles wurden nach Auschwitz geschickt.“

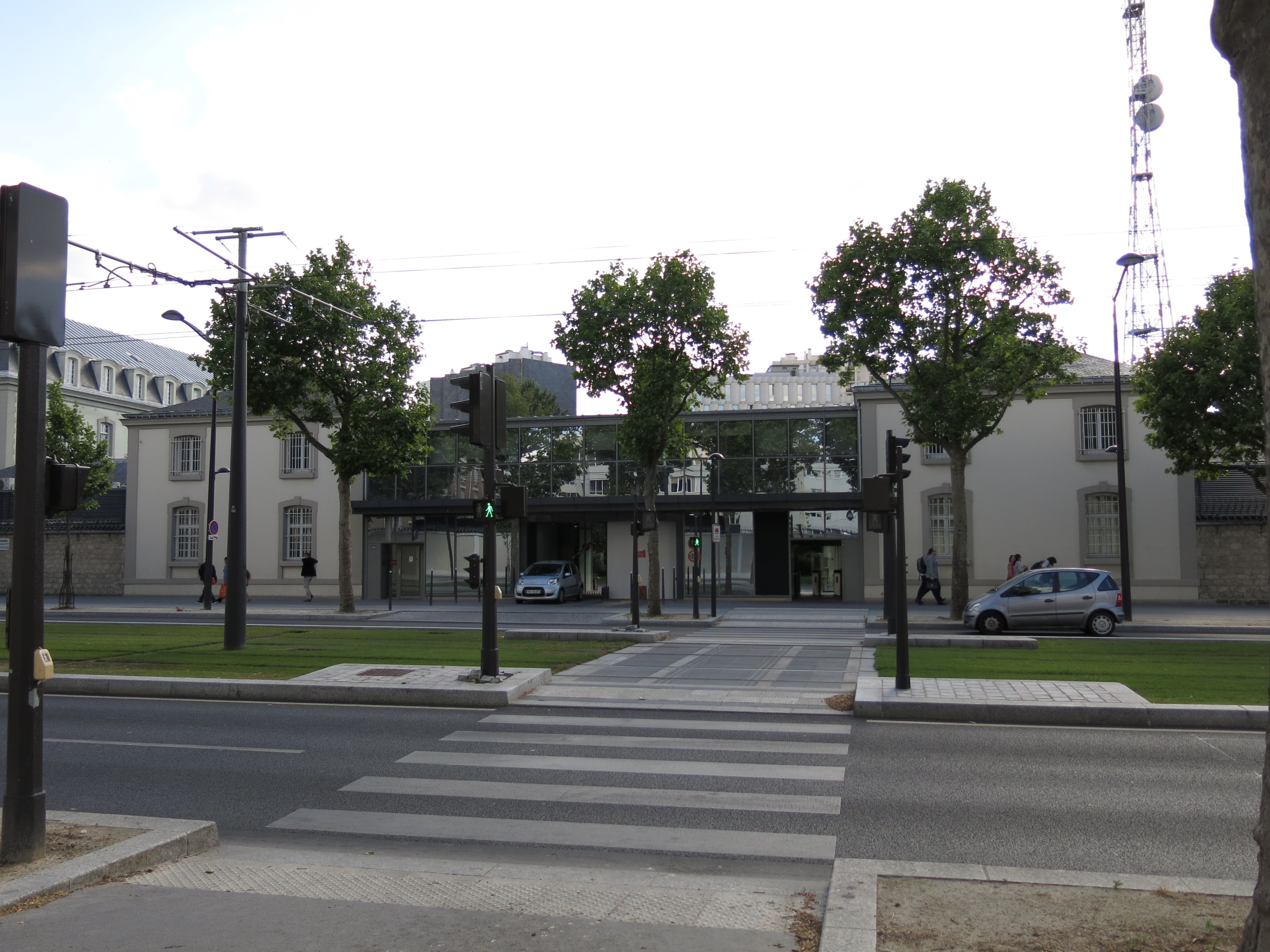
Boulevard Mortier: Eingang zum ehemaligen Kasernengelände, heute Sitz des DGSE

Die Deportationen aus der Tourelles-Kaserne wurden bis zum 27. Juli 1944 fortgesetzt. Nach Riegel wurden aber insbesondere ab Ende 1943 die Fluchten der dort Internierten immer mehr zu einem Problem für die Pariser Polizei. Eine besondere spielte dabei das Hôpital Tenon, wo schwerkranke Gefangene zur Behandlung hingebracht wurden und diesen Krankenhausaufenthalt dann zur Flucht nutzten. So vermeldete etwa die Präfektur am 13. Juni 1944:

« Vers 10 H. 30, 4 individus dont 2 vétus de blouses blanches ont attaqué, à l'intérieur de l'Hôpital Tenon, les 2 Inspecteures des Renseignements Géneraux FERIE et BEAUJEAN qui gardaient des femmes internées des Tourelles en traitement dans cet hôpital. FERIE blessé grivément à l'abdomen par balles. BEAUJEAN désarmé. Les 4 femmes se sont enfuies. On ignore si elles ont pu quitter l'hôpital qui est bloqué. »

„Gegen 10 Uhr 30 Uhr griffen vier Personen, zwei davon in weißen Kitteln, im Krankenhaus Tenon die beiden Inspektorinnen FERIE und BEAUJEAN des Generalgeheimdienstes an, die internierte Frauen aus Les Tourelles bewachten, die sich in diesem Krankenhaus in Behandlung befanden. FERIE wird durch Schüsse in den Unterleib schwer verletzt. BEAUJEAN wurde entwaffnet. Die vier Frauen flüchteten. Es ist nicht bekannt, ob sie das Krankenhaus, das blockiert ist, verlassen konnten.“

Das Internierungslager Caserne des Tourelles wurde am 19. August 1944 befreit. Bis Ende 1945 wurden aber erneut mehrere Tausend Menschen hier interniert, vor allem Kollaborateure und deutsche Kriegsgefangene. Danach startete die Kaserne ihre Karriere als Geheimdienstzentrale.